# Václav Nedomanský
Václav Nedomanský (* 14. března 1944 Hodonín) je bývalý československý hokejový útočník a trenér, jako reprezentant získal dvě olympijské medaile a roku 1972 titul mistra světa. Jako útočník se věnoval i fotbalu, za Slovan Bratislava nastoupil v jednom prvoligovém utkání v ročníku 1965/66, ve kterém neskóroval. Předtím hrál za Slovan Hodonín.

## Osobní život
Je ženatý, má dvě dcery a jednoho syna, Václava, taktéž hokejistu.

## Hokejová kariéra

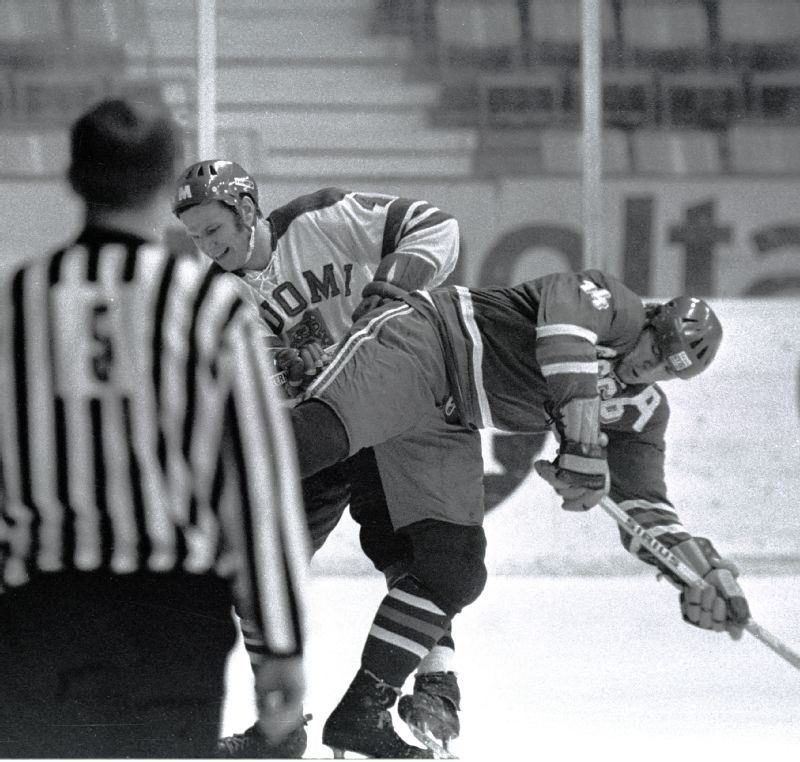
Václav Nedomanský (vpravo) s souboji s finským hokejistou Juhou Rantasilou v roce 1970

Odchovanec Slovanu Hodonín vstoupil do velkého hokeje v 18 letech, kdy přestoupil do Slovanu Bratislava. Vyznačoval se kvalitní střelbou, čtyřikrát se stal nejlepším střelcem ligy a třikrát nejproduktivnějším hráčem. Když dokončil vysokou školu (studoval biologii a fakultu tělesné výchovy), byl povolán na základní vojenskou službu, proto si vyžádal odklad. Vzhledem k věku (30 let) si požádal o puštění na zahraniční angažmá. V té době se o něho zajímaly 2 kluby ze Severní Ameriky, v tehdejším Československu však byly odmítnuty. Situaci vyřešil emigrací přes Švýcarsko.
Podepsal smlouvu s týmem Toronto Toros z World Hockey Association (WHA), tehdejší konkurence National Hockey League (NHL). Po 3 letech přešel do NHL, kde strávil ještě 6 sezón.
Za československou reprezentaci odehrál celkem 220 zápasů v nichž nastřílel 163 branek mezi roky 1965–1974. Získal osm medailí na světových šampionátech (z toho jednu zlatou). Je pátým nejlepším střelcem v historii mistrovství světa (65 branek). Startoval také na Zimních olympijských hrách 1968 (stříbro) a 1972 (bronz).

## Trenérská kariéra
V letech 1987 až 1990 trénoval německý klub Schwenninger ERC a sezonu 1990/91 koučoval rakouský celek Innsbrucker EV. Mezi lety 1992 a 2006 pracoval jako skaut pro Los Angeles Kings, mezi lety 2010 a 2016 pak pro Nashville Predators. Od roku 2016 do roku 2019 vykonával tutéž činnost pro Vegas Golden Knights.

## Prvenství
- Debut v NHL – 18. listopadu 1977 (Atlanta Flames proti Detroit Red Wings)
- První asistence v NHL – 18. listopadu 1977 (Atlanta Flames proti Detroit Red Wings)
- První gól v NHL – 8. prosince 1977 (Boston Bruins proti Detroit Red Wings, kanadskému brankáři Ron Grahame)
- První hattrick v NHL – 28. října 1978 (Detroit Red Wings proti Chicago Black Hawks)

## Ocenění
- 1967 CT – All-Star Team
- 1967 ČSHL – Nejlepší střelec
- 1967 ČSHL – Nejproduktivnější hráč
- 1969 MS – All-Star Team
- 1970 MS – All-Star Team
- 1972 ČSHL – Nejlepší střelec
- 1972 ČSHL – Nejproduktivnější hráč
- 1974 ČSHL – Nejlepší střelec
- 1974 ČSHL – Nejlepší nahrávač
- 1974 ČSHL – Nejproduktivnější hráč
- 1974 MS – All-Star Team
- 1974 MS – Nejlepší střelec
- 1974 MS – Nejlepší útočník
- 1976 WHA – Paul Deneau Trophy
- člen Klubu hokejových střelců deníku Sport
- člen Síně slávy IIHF (1997)
- člen Síně slávy slovenského hokeje (2002)
- člen Síně slávy českého hokeje (2008)
- člen Hokejové síně slávy (2019)
- medaile Za zásluhy  1. stupeň (2020) [4]

## Rekordy

### Platné rekordy
- 6 vstřelených branek v olympijských hrách v jednom zápase za československou reprezentaci. Rekord platí i pro českou hokejovou reprezentaci.
- nejlepší československý/český střelec v mistrovství světa
- nejvíce odehraných zápasů s československým občanstvím v lize WHA
- nejlepší československý střelec v lize WHA
- nejlepší československý nahrávač v lize WHA
- nejproduktivnější československý hráč v lize WHA
- nejvyšší průměr bodů v zápasů playoff jako československý/český hráč
- nejproduktivnější hráč v jedné sezóně Toronto Toros
- nejlepší střelec v jedné sezóně Toronto Toros

### Překonané rekordy
- nejvíce odehraných zápasů s československým občanstvím NHL – rekord překonal obránce Petr Svoboda v sezóně 1990/1991, z útočníku Petr Klíma v následující sezóně 1991/1992
- nejlepší československý střelec v lize NHL – rekord překonal Miroslav Fryčer v sezóně 1986/1987
- nejlepší československý nahrávač v lize NHL – rekord překonal Miroslav Fryčer v sezóně 1987/1988
- nejproduktivnější československý hráč v lize NHL – rekord překonal Miroslav Fryčer v sezóně 1987/1988
- nejtrestanější československý hráč v lize NHL – rekord překonal Miroslav Fryčer v sezóně 1982/1983

Pozn.: překonané rekordy jsou platné s hráči Československa později čeští hráči, všechny tyto rekordy v NHL překonal slovenský útočník Peter Šťastný.

## Klubová statistika
| Sezóna        | Klub                    | Soutěž        |     | Základní část | Základní část | Základní část | Základní část | Základní část |    | Play off | Play off | Play off | Play off | Play off |
| Sezóna        | Klub                    | Soutěž        | Z   | G             | A             | B             | TM            | Z             | G  | A        | B        | TM       |          |          |
| 1960–61       | TJ Slovan Hodonín       | 1.ČSHL        | —   | —             | —             | —             | —             | —             | —  | —        | —        | —        |          |          |
| 1961–62       | TJ Slovan Hodonín       | 1.ČSHL        | —   | —             | —             | —             | —             | —             | —  | —        | —        | —        |          |          |
| 1962–63       | Slovan ChZJD Bratislava | ČSHL          | —   | —             | —             | —             | —             | —             | —  | —        | —        | —        |          |          |
| 1963–64       | Slovan ChZJD Bratislava | ČSHL          | 31  | 20            | 7             | 27            | —             | —             | —  | —        | —        | —        |          |          |
| 1964–65       | Slovan ChZJD Bratislava | ČSHL          | 32  | 31            | 10            | 41            | —             | —             | —  | —        | —        | —        |          |          |
| 1965–66       | Slovan ChZJD Bratislava | ČSHL          | 36  | 39            | 14            | 53            | —             | —             | —  | —        | —        | —        |          |          |
| 1966–67       | Slovan ChZJD Bratislava | ČSHL          | 36  | 40            | 20            | 60            | 22            | —             | —  | —        | —        | —        |          |          |
| 1967–68       | Slovan ChZJD Bratislava | ČSHL          | 36  | 34            | 15            | 49            | 10            | 8             | 5  | 6        | 11       | —        |          |          |
| 1968–69       | Slovan ChZJD Bratislava | ČSHL          | 36  | 27            | 20            | 47            | —             | —             | —  | —        | —        | —        |          |          |
| 1969–70       | Slovan ChZJD Bratislava | ČSHL          | 36  | 29            | 13            | 42            | 23            | —             | —  | —        | —        | —        |          |          |
| 1970–71       | Slovan ChZJD Bratislava | ČSHL          | 33  | 31            | 15            | 46            | —             | 7             | 7  | 3        | 10       | —        |          |          |
| 1971–72       | Slovan ChZJD Bratislava | ČSHL          | 35  | 35            | 21            | 56            | —             | —             | —  | —        | —        | —        |          |          |
| 1972–73       | Slovan ChZJD Bratislava | ČSHL          | 34  | 22            | 17            | 39            | —             | 11            | 4  | 4        | 8        | —        |          |          |
| 1973–74       | Slovan ChZJD Bratislava | ČSHL          | 44  | 46            | 28            | 74            | —             | —             | —  | —        | —        | —        |          |          |
| 1974–75       | Toronto Toros           | WHA           | 78  | 41            | 40            | 81            | 19            | 6             | 3  | 1        | 4        | 9        |          |          |
| 1975–76       | Toronto Toros           | WHA           | 81  | 56            | 42            | 98            | 8             | —             | —  | —        | —        | —        |          |          |
| 1976–77       | Birmingham Bulls        | WHA           | 81  | 36            | 33            | 69            | 10            | —             | —  | —        | —        | —        |          |          |
| 1977–78       | Birmingham Bulls        | WHA           | 12  | 2             | 3             | 5             | 6             | —             | —  | —        | —        | —        |          |          |
| 1977–78       | Detroit Red Wings       | NHL           | 63  | 11            | 17            | 28            | 2             | 7             | 3  | 5        | 8        | 0        |          |          |
| 1978–79       | Detroit Red Wings       | NHL           | 80  | 38            | 35            | 73            | 19            | —             | —  | —        | —        | —        |          |          |
| 1979–80       | Detroit Red Wings       | NHL           | 79  | 35            | 39            | 74            | 13            | —             | —  | —        | —        | —        |          |          |
| 1980–81       | Detroit Red Wings       | NHL           | 74  | 12            | 20            | 32            | 30            | —             | —  | —        | —        | —        |          |          |
| 1981–82       | Detroit Red Wings       | NHL           | 68  | 12            | 28            | 40            | 22            | —             | —  | —        | —        | —        |          |          |
| 1982–83       | St. Louis Blues         | NHL           | 22  | 2             | 9             | 11            | 2             | —             | —  | —        | —        | —        |          |          |
| 1982–83       | New York Rangers        | NHL           | 35  | 12            | 8             | 20            | 0             | —             | —  | —        | —        | —        |          |          |
| Celkem v ČSHL | Celkem v ČSHL           | Celkem v ČSHL | 388 | 354           | 180           | 534           | —             | 26            | 16 | 13       | 29       | —        |          |          |
| Celkem ve WHA | Celkem ve WHA           | Celkem ve WHA | 252 | 135           | 118           | 253           | 43            | 6             | 3  | 1        | 4        | 9        |          |          |
| Celkem v NHL  | Celkem v NHL            | Celkem v NHL  | 421 | 122           | 156           | 278           | 88            | 7             | 3  | 5        | 8        | 0        |          |          |

## Reprezentace
| Rok                       | Tým                       | Soutěž                    | Z  | G  | A  | B   | TM |
| ------------------------- | ------------------------- | ------------------------- | -- | -- | -- | --- | -- |
| 1965                      | Československo            | MS                        | 7  | 4  | 2  | 6   | 2  |
| 1966                      | Československo            | MS                        | 7  | 5  | 2  | 7   | 8  |
| 1967                      | Československo            | MS                        | 7  | 1  | 2  | 3   | 14 |
| 1968                      | Československo            | OH                        | 7  | 5  | 2  | 7   | 4  |
| 1969                      | Československo            | MS                        | 10 | 9  | 2  | 11  | 10 |
| 1970                      | Československo            | MS                        | 10 | 10 | 7  | 17  | 11 |
| 1971                      | Československo            | MS                        | 10 | 10 | 7  | 17  | —  |
| 1972                      | Československo            | OH                        | 6  | 8  | 3  | 11  | 0  |
| 1972                      | Československo            | MS                        | 9  | 9  | 6  | 15  | 0  |
| 1973                      | Československo            | MS                        | 10 | 9  | 3  | 12  | 2  |
| 1974                      | Československo            | MS                        | 10 | 10 | 3  | 13  | 4  |
| Seniorská kariéra celkově | Seniorská kariéra celkově | Seniorská kariéra celkově | 93 | 80 | 39 | 119 | 55 |